# Pier 11/Wall Street

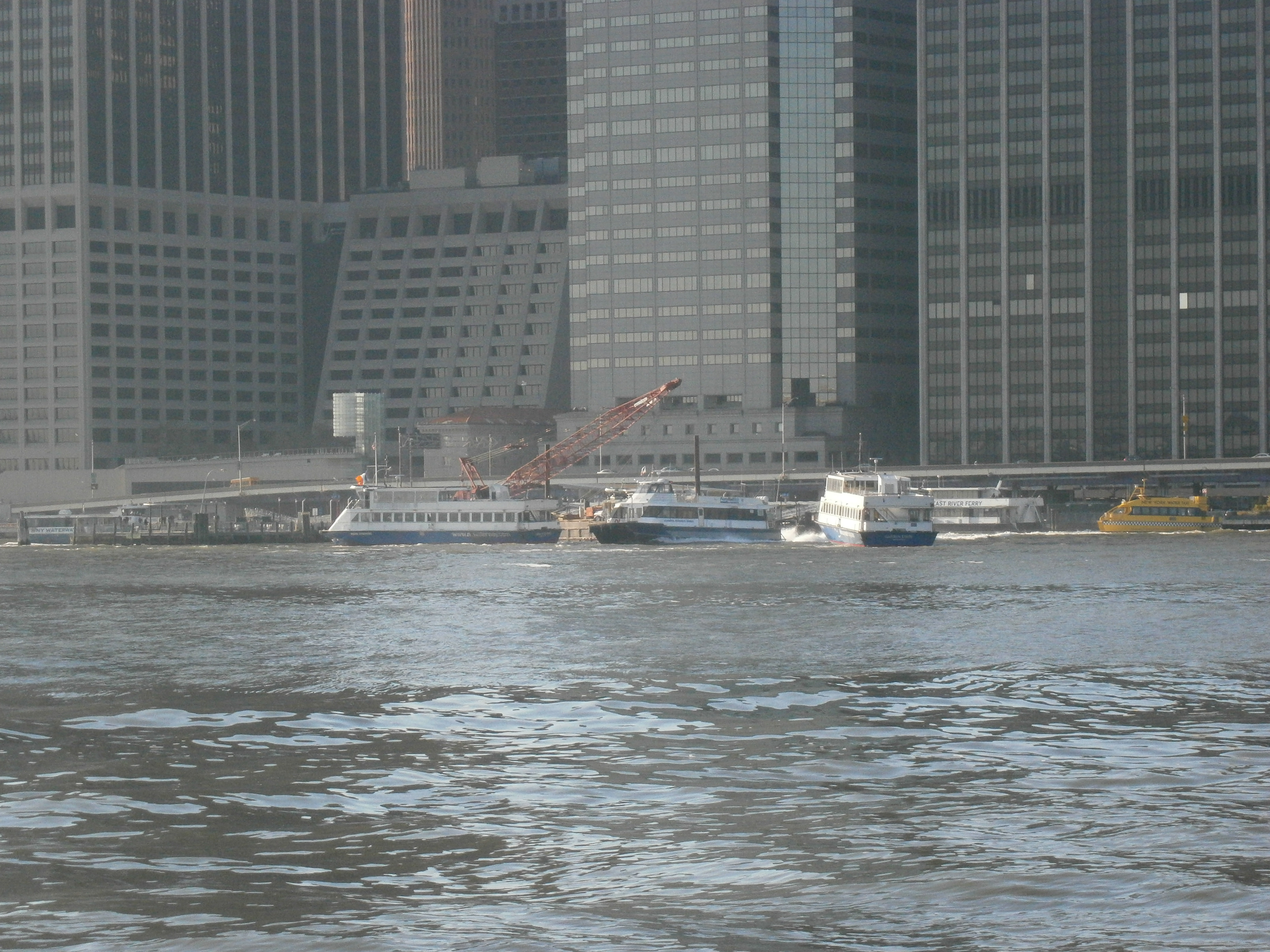
De veerhaven gezien vanaf de overkant van de East River

Pier 11/Wall Street is een pier in de East River in het zuiden van Manhattan in de Amerikaanse stad New York. De pier omvat 5 dubbele veerhavens voor veerboten en toeristische rondvaarten in de Haven van New York en New Jersey. Pier 11 bevindt zich aan FDR Drive tegenover Gouverneur Lane, een stratenblok ten zuiden van Wall Street. 5 vervoersbedrijven doen Pier 11/Wall Street aan: SeaStreak, NY Waterway, New York Water Taxi, New York Beach Ferry en NYC Ferry. Op wandelafstand is er aansluiting op de metro van New York in South Ferry-Whitehall Street en Wall Street.